# Я̆
Я̆ (minúscula: я̆; cursiva: Я̆ я̆) es una letra del alfabeto cirílico.
Es utilizada en el idioma janty.

## Códigos de computación
| Carácter                    | Я                                     | Я                                     | я                                   | я                                   | ̆                | ̆                |
| --------------------------- | ------------------------------------- | ------------------------------------- | ----------------------------------- | ----------------------------------- | --------------- | --------------- |
| Nombre unicode              | CYRILLIC CAPITAL LETTER YA WITH BREVE | CYRILLIC CAPITAL LETTER YA WITH BREVE | CYRILLIC SMALL LETTER YA WITH BREVE | CYRILLIC SMALL LETTER YA WITH BREVE | COMBINING BREVE | COMBINING BREVE |
| Codificaciones              | Decimal                               | hex                                   | dec                                 | hex                                 | dec             | hex             |
| Unicode                     | 1071                                  | U+042F                                | 1103                                | U+044F                              | 774             | U+0306          |
| UTF-8                       | 208 175                               | D0 AF                                 | 209 143                             | D1 8F                               | 204 134         | CC 86           |
| Numeric character reference | &#1071;                               | &#x42F;                               | &#1103;                             | &#x44F;                             | &#774;          | &#x306;         |